# Vol Asiana Airlines 991
Le 28 juillet 2011, un Boeing 747-400F effectuant le vol Asiana Airlines 991, un vol cargo reliant Séoul, en Corée du Sud, à Shanghai, en Chine, s'est écrasé en pleine mer au large de l'île de Jeju après qu'un incendie ce soit déclaré sur le pont principal. Les deux pilotes, les deux seules personnes à bord, ont été tués dans l'accident. 
C'est le 2e accident aérien impliquant un incendie dans la soute d'un Boeing 747 cargo en moins d'un an, après le crash du vol UPS Airlines 6, survenue à Dubaï en septembre 2010.

## Avion et équipage
L'appareil impliqué était un Boeing 747-48EF (HL7604), immatriculé en Corée du Sud. Il a effectué son premier vol le 15 février 2006 et a été livré une semaine plus tard à Asiana Airlines le 22 février 2006. L'avion, une version cargo du Boeing 747-400, avait effectué plus de 26 300 heures de vol, et son historique de maintenance n'a rien révélé de significatif par rapport à des événements antérieurs,.
Le vol 991 était composé de seulement deux pilotes. Le commandant Choi Sang-gi (52 ans) totalisait 14 123 heures de vol, dont 6 896 sur Boeing 747 et 5 600 en tant que commandant de bord. Le copilote, Lee Jeong-woong (43 ans), comptait 5 211 heures de vol, dont seulement 492 sur Boeing 747.

## Accident

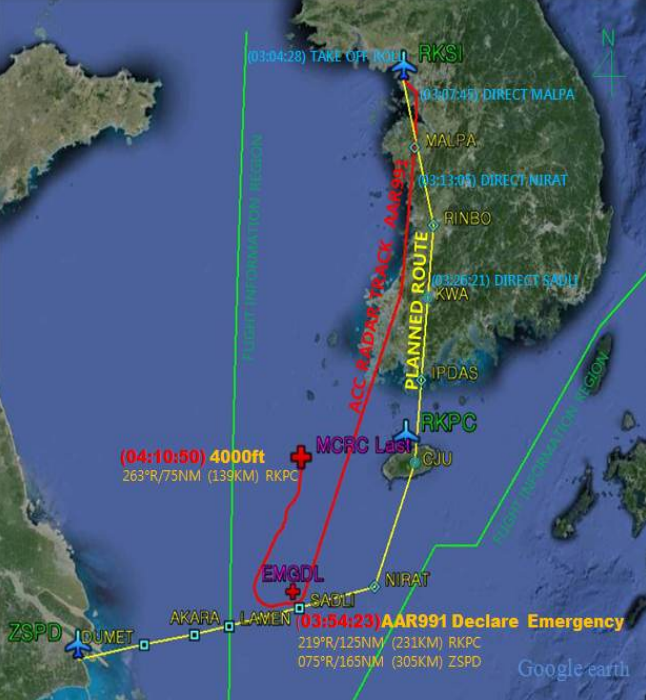
Trajet effectué par le vol 991.

Le vol 991 a décollé de l'aéroport international d'Incheon à 3 h 5 pour un vol à destination de l'aéroport international de Shanghai-Pudong, en Chine. L'avion transportait 58 tonnes de fret; la majeure partie étant constituée de fret standard, notamment des semi-conducteurs, des téléphones portables, des écrans à cristaux liquides et de diodes électroluminescentes. Le reste se composait de 400 kg de batteries au lithium et d'autres matériaux potentiellement dangereux, tels que de la peinture, de la résine synthétique et du fluide photorésistant. 
Alors qu'il naviguait à 34 000 pieds (10 300 m) moins d'1 heure après le début du vol, à 3 h 54, l'équipage a contacté le contrôle aérien, leur signalant un incendie à bord, demandant une descente immédiate et un détournement vers l'aéroport international de Jeju, en Corée du Sud, pour y effectuer un atterrissage d'urgence.
Le 747 a été observé au radar à 4 h 1, descendant vers 8 000 pieds (2 400 m), puis montant et descendant de manière erratique pendant les neuf minutes suivantes, atteignant une altitude de près de 15 000 pieds (4 600 m). Lors des dernières communications avec les contrôleurs, l'équipage a signalé de fortes vibrations et la perte de contrôle des commandes de vol. Après une descente abrupte à 4 000 pieds (1 200 m), le contact radio a été perdu à 4 h 11, alors que l'avion se trouvait à 130 km à l'ouest de l'île de Jeju,.

## Opérations de recherche
Les opérations de recherche et de sauvetage menées par la garde côtière de Corée du Sud ont permis de récupérer différentes parties de l'avion dans la journée qui a suivi l'accident. Les efforts de recherche ont impliqué un total de 10 navires des garde-côtes, de la marine de la république de Corée et de l'administration hydrographique et océanographique de Corée, ainsi que trois hélicoptères. Le gouvernement sud-coréen a également demandé l'aide de Singapour et de l'US Navy.

Débris du vol 991
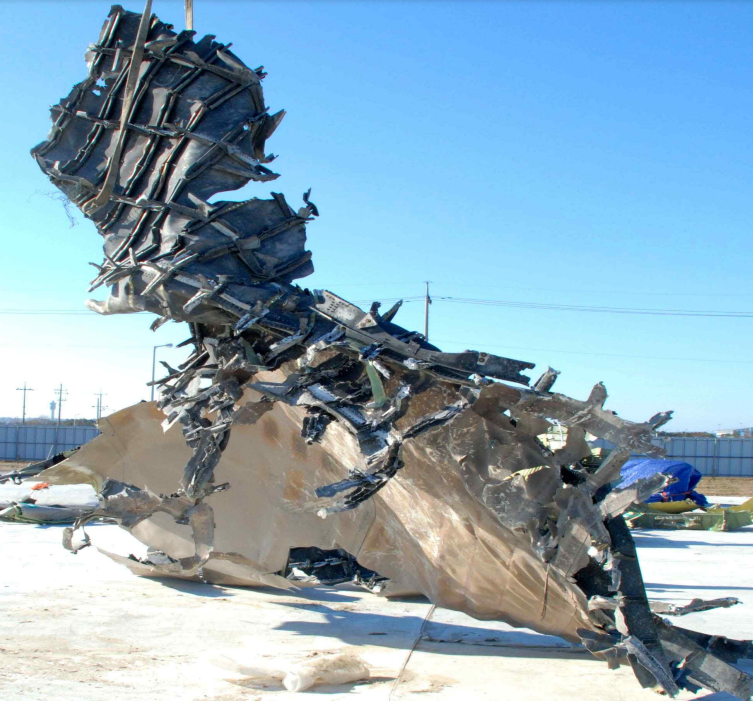
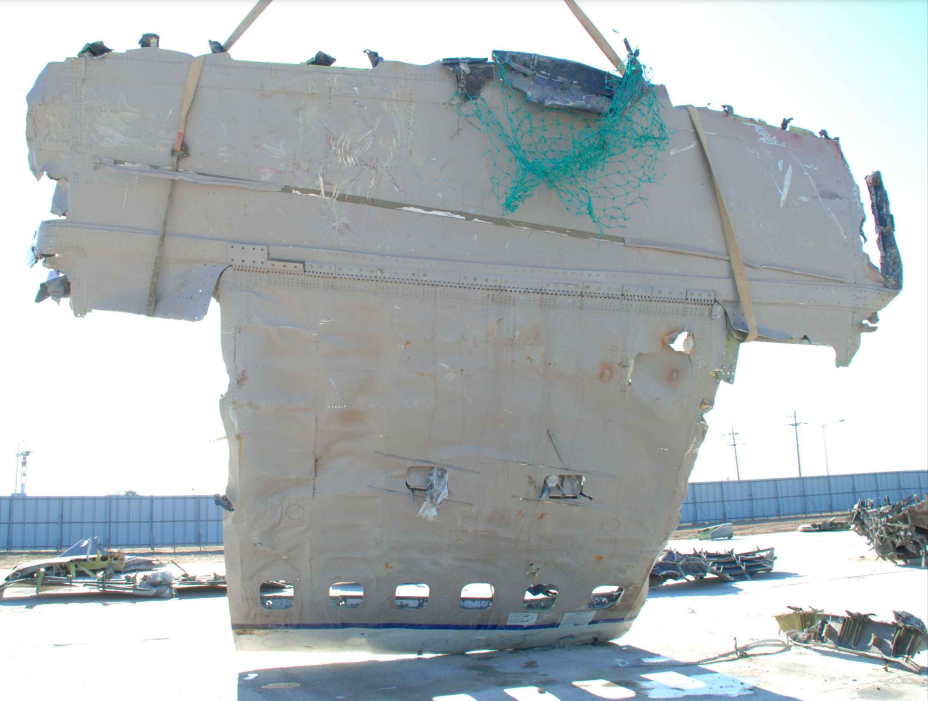
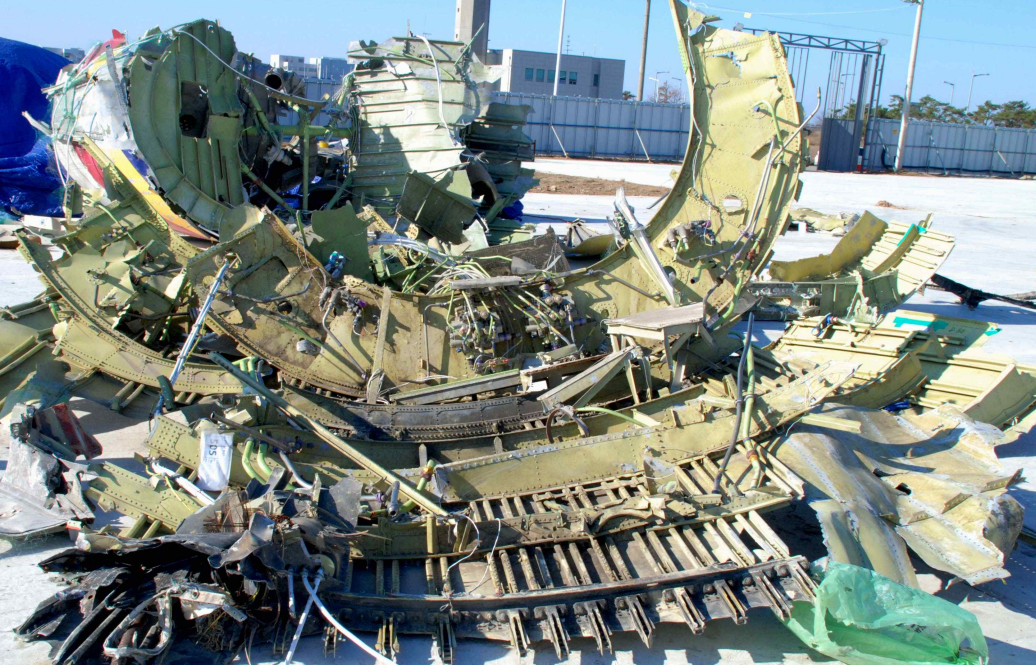

Le 17 août, l'équipe de recherche a localisé 39 pièces de l'avion, gisant au fond de la mer, à une profondeur d'environ 80 m. Parmi elles se trouvait la queue, censée contenir l'enregistreur de paramètres (FDR) et l'enregistreur phonique (CVR), mais les deux boîtiers s'étaient détachés de leurs supports de fixation. Les corps des deux membres d'équipage ont été retrouvés le 29 octobre.
Le FDR a finalement été retrouvé en mai, mais son module mémoire s'est détaché, probablement à cause des fortes vagues, de sorte que rien d'utile n'a pu être utilisé. Le CVR n'a jamais été retrouvé.

## Enquête

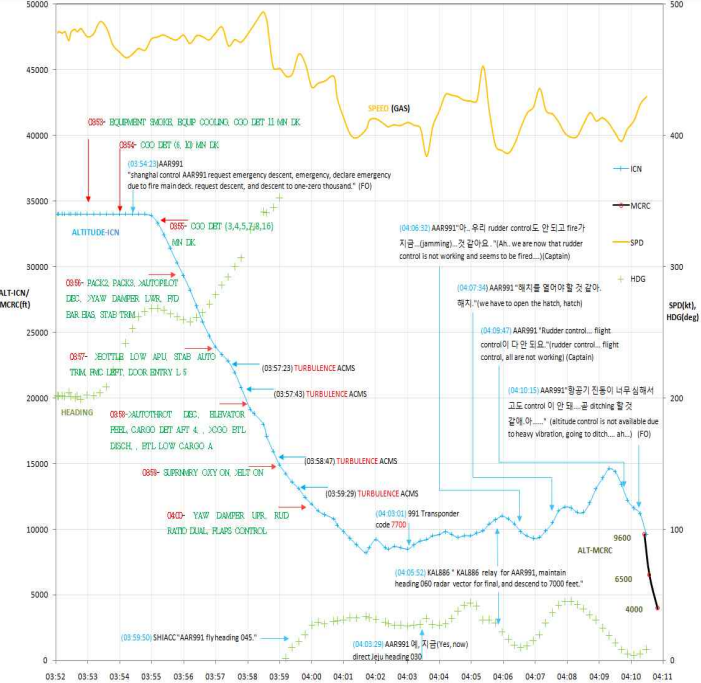
Graphique représentant l'altitude, la vitesse et le cap suivi par le vol 991.

L'Aviation and Railway Accident Investigation Board (ARAIB) a mené l'enquête, mais en raison de la perte des deux enregistreurs de vol, elle n'a pas pu déterminer avec certitude les causes de l'incendie ni la séquence exacte des événements qui ont conduit à l'impact avec la mer. D'après la répartition des dommages causés par le feu et la chaleur sur les débris récupérés, un incendie s'est déclaré dans ou à proximité de l'une des palettes contenant des marchandises dangereuses dans le fuselage arrière, mais les enquêteurs n'ont pas trouvé suffisamment de preuves pour déterminer exactement ce qui a causé l'incendie.
Le feu n'a pas été maîtrisé, il s'est donc rapidement propagé au reste du fuselage. Des dommages causés par le feu et de la suie ont été trouvés dans les conduits de climatisation qui courent le long du fuselage et sur les panneaux de plafond près de la zone du poste de pilotage. L'évent de désenfumage du poste de pilotage présente des traces de suie, indiquant que de la fumée est entrée dans le poste de pilotage. Certains composants électroniques faisant partie de la cargaison ont été retrouvés incrustés dans l'extrados de l'aile, ainsi que des traces de peinture et de résine synthétique, suggérant qu'à un moment donné, les liquides inflammables transportés dans l'une des palettes se sont enflammés, provoquant une explosion qui a soufflé des portions du fuselage en vol.
Entre le moment où l'incendie a été détecté pour la première fois jusqu'à l'impact final avec la mer, seulement 18 minutes se sont écoulées. L'équipage n'aurait probablement pas été en mesure d'éteindre l'incendie ou de faire atterrir l'avion en toute sécurité dans un tel laps de temps. 

## Conséquences
À la suite de cet accident et de celui du vol UPS Airlines 6, l'Organisation de l'aviation civile internationale (OACI) a envisagé, en 2012, d'appliquer de nouvelles normes de sécurité concernant les avions cargo assurant le transport aérien de batteries au lithium.